# 猫目はち
猫目 はち（ねこめ はち）は、日本の俳優、映画監督。東京都出身。フリーで活動している。

## 来歴
今泉力哉監督作品、映画「退屈な日々にさようならを」で俳優デビュー。

## 人物
大森立嗣監督作品「 ケンタとジュンとカヨちゃんの国」を劇場で見たのをきっかけに、映画館にのめり込む。
映像を中心に活動をしている。役者だけではなくイラストや音楽での作品参加や、かねてより熱望していた映画制作もしている。
監督作品は初監督作品「つま先だけが恋をした」を筆頭に「突き射す」「花に問う」があり、全てが連作になっている。
監督作品「赫くなれば其れ（かくなればそれ）」がSKIPシティ国際Dシネマ映画祭2021、国内コンペティション 長編部門にノミネートされる。

## 出演

### 映画
- 退屈な日々にさようならを　（2017）星千代役　監督：今泉力哉
- 来る　（2018）コンビニ店員　監督：中島哲也
- つま先だけが恋をした (2018)　雪役　監督：猫目はち
- 愛がなんだ (2019)監督：今泉力哉
- 突き射す (2019)なつめ役　監督：猫目はち
- おろかもの 2019 榊果歩役　監督：芳賀俊、鈴木祥
- どうしようもない僕のちっぽけな世界は、（2019）りな役　監督：倉本朋幸
- the believers (2020)  監督：平波亘
- 佐々木、イン、マイマイン (2020) 監督：内山拓也

### MV
- ASIAN KUNG-FU GENERATION 「UCLA」（2018）監督：松永光明
- ペドラザ「愛と平和feat.アキバッチョ」（2018）監督：坂口天志
- ペドラザ「フィクション」（2016）監督：坂口天志

## 監督作品
- つま先だけが恋をした (2018)　雪役　監督：猫目はち
- 突き射す (2019)なつめ役　監督：猫目はち
- 花に問う (2020)主演：田中爽一郎 　監督：猫目はち
- 赫くなれば其れ（2021）　監督：猫目はち

## イラスト、音楽での参加作品
- ラストアイドル 「 好きで好きでしょうがない 」 相澤瑠香 個人PV「 富小路物語 」監督：小村昌士